# Angelina Jolie
Angelina Jolie Voight (født 4. juni 1975) er en amerikansk skuespiller, filminstruktør og manuskriptforfatter. Hun har modtaget en Academy Award, to Screen Actors Guild Awards, tre Golden Globe Awards og blev udnævnt til at være Hollywoods højest betalte skuespillerinde af Forbes i 2009 og 2011. Jolie fremmer humanitære årsager og er desuden kendt for sit arbejde med flygtninge som en særlig udsending og så er hun også tidligere Goodwill ambassadør for FN's Flygtningehøjkommissariat. Hun er ofte blevet nævnt som verdens "smukkeste" kvinde, en titel, som hun har fået væsentlig medieopmærksomhed med.
Jolie fik sin filmdebut som barn sammen med sin far, Jon Voight i Lookin' to Get Out (1982), men hendes egentlige skuespillerkarriere begyndte for alvor først et årti senere med lavbudget-produktionen Cyborg 2 (1993). Hendes første hovedrolle i en større film var i cyber-thrilleren Hackers i 1995. Hun medvirkede i den kritikerroste biografiske tv-film George Wallace (1997) og Gia (1998), og vandt en Oscar for bedste kvindelige birolle for hendes præsentation i dramaet Girl, Interrupted (1999).
Jolie opnåede en bredere berømmelse med rollen som videospilheltinden Lara Croft i Lara Croft: Tomb Raider i 2001 og etablerede sig blandt de højest betalte skuespillerinder i Hollywood med efterfølgeren The Cradle of Life i 2003. Hun fortsatte sin action-stjernekarriere med Mr. & Mrs. Smith (2005), Wanted (2008) og Salt (2010) – hendes største live-action kommercielle succes til dato – og så modtog hun yderligere kritikeranerkendelser for sine præstationer i dramaerne A Mighty Heart (2007) og Changeling (2008), som også indbragte hende en nominering til en Oscar for bedste kvindelige hovedrolle. Jolie fik sin debut som filminstruktør med krigsdramaet In the Land of Blood and Honey i 2011.
Den 31. juli 2005 tildelte kong Norodom Sihamoni hende et cambodjansk statsborgerskab som en påskønnelse af hendes miljøarbejde i landet. I foråret 2013 meddelte hun, at hun havde fået foretaget en brystoperation, hvor hun havde fået fjernet begge bryster. Lægerne mente, at Jolie kunne udvikle brystkræft på grund af en genfejl. Jolies brystoperation satte efterfølgende massivt fokus på brystkræft.
Efter skilsmisser fra skuespillerne Jonny Lee Miller og Billy Bob Thornton blev hun gift med skuespilleren Brad Pitt – et forhold der var præget af opmærksomhed i medierne. Parret er i dag skilt. Jolie og Pitt har tre biologiske og tre adopterede børn, flere af børnene har et anstrengt forhold til Brad, og har fjernet Pitt fra deres navne.[kilde mangler]

## Børn
Angelina Jolie har seks børn, hvoraf de tre er adopterede:
- Maddox Chivan Jolie-Pitt – adopteret fra Cambodia den 10. marts 2002. Født 5. august 2001.
- Pax Thien Jolie-Pitt – adopteret fra Vietnam 15. marts 2007. Født 29. november 2003.
- Zahara Marley Jolie-Pitt – adopteret fra Etiopien den 6. juli 2005. Født 8. januar 2005.
- Shiloh Nouvel Jolie-Pitt – eget barn med Brad Pitt, født 27. maj 2006.
- Knox Léon Jolie-Pitt og Vivienne Marcheline Jolie-Pitt– egne børn med Brad Pitt, født den 12. juli 2008.

## Tatoveringer
Angelinas tatoveringer har fået meget medieopmærksomhed, og journalister spørger hende ofte om dem. Da hun ikke er imod at filme nøgenscener, oplyser hun, at hendes mange tatoveringer på kroppen har tvunget producere til at være mere kreative, når de planlægger nøgen- eller kærlighedsscener. Man har brugt make-up til at dække hendes tatoveringer under mange af hendes produktioner.
Jolie har i øjeblikket, så vidt man ved, tretten tatoveringer. Heriblandt har hun skrevet ”know your rights” på det øverste af ryggen, og på underarmen har hun et Tennessee Williams-citat, ”A prayer for the wild at heart, kept in cages”, som hun fik sammen med sin mor. Desuden har hun tatoveringer med den arabiske frase "العزيمة" (viljestyrke), det latinske ordsprog "quod me nutrit me destruit" (hvad nærer mig, ødelægger mig),  og en Yantra-bøn skrevet på de ældgamle khmer- og pali-skriftsprog for sin søn Madox. På sin venstre overarm har hun fire sæt geografiske koordinater, som viser, hvor hendes børn er født. Gennem tiden har hun skjult eller fået laserfjernet adskillige andre tatoveringer, deriblandt “Billy Bob”, navnet på hendes eksmand Billy Bob Thornton, et kinesisk tegn for død (死) og et vindue på det nederste af ryggen. Hun forklarer, at hun fik fjernet vinduet, fordi hun "førhen brugte al sin tid på at kigge ud af vinduer og ønske hun var udenfor, men nu lever hun udenfor hele tiden".

## Filmografi
| År   | Film                                       | Rolle                         | Andre noter |  |
| ---- | ------------------------------------------ | ----------------------------- | --- |  |
| 1982 | Lookin' to Get Out                         | Tosh                          | |  |
| 1993 | Cyborg 2                                   | Casella "Cash" Reese          | |  |
| 1995 | Without Evidence                           | Jodie Swearingen              | |  |
| 1995 | Hackers                                    | Kate "Acid Burn" Libby        | |  |
| 1996 | Mojave Moon                                | Eleanor "Elie" Rigby          | |  |
| 1996 | Love Is All There Is                       | Gina Malacici                 | |  |
| 1996 | Foxfire                                    | Margret "Legs" Sadovsky       | |  |
| 1997 | Playing God                                | Claire                        | |  |
| 1997 | True Women (TV)                            | Georgia Virginia Lawshe Woods | |  |
| 1997 | George Wallace (TV)                        | Cornelia Wallace              | Golden Globe Award for Best Supporting Actress – Series/Miniseries/TV Movie Nominated – Emmy Award for Best Supporting Actress in a Miniseries or a Movie                                                                    |  |
| 1998 | Gia (TV)                                   | Gia Marie Carangi             | Golden Globe Award for Best Actress in a Mini-Series or Motion Picture Made for TV Screen Actors Guild Award for Best Actress in a TV Movie or Miniseries Nominated – Emmy Award for Best Actress in a Miniseries or a Movie |  |
| 1998 | Sidste omgang                              | Gloria McNeary                | |  |
| 1998 | Playing by Heart                           | Joan                          | National Board of Review Award – Breakthrough Performance |  |
| 1998 | Pushing Tin                                | Mary Bell                     | |  |
| 1999 | The Bone Collector                         | Amelia Donaghy                | |  |
| 1999 | Girl, Interrupted                          | Lisa Rowe                     | Academy Award for Best Supporting Actress Golden Globe Award for Best Supporting Actress Screen Actors Guild Award for Best Supporting Actress                                                                               |  |
| 2000 | Gone in Sixty Seconds                      | Sara "Sway" Wayland           | |  |
| 2001 | Lara Croft: Tomb Raider                    | Lara Croft                    | |  |
| 2001 | Original Sin                               | Julia Russell                 | |  |
| 2002 | Livet tur-retur                            | Lanie Kerrigan                | |  |
| 2003 | Lara Croft Tomb Raider: The Cradle of Life | Lara Croft                    | |  |
| 2003 | Beyond Borders                             | Sarah Jordan                  | |  |
| 2004 | Taking Lives                               | Illeana Scott                 | |  |
| 2004 | Stor Ståhaj                                | Lola                          | Lægger stemme til |  |
| 2004 | Sky Captain and the World of Tomorrow      | Francesca "Franky" Cook       | |  |
| 2004 | The Fever (TV)                             | Revolutionary                 | Kort scene |  |
| 2004 | Alexander                                  | Olympias                      | |  |
| 2005 | Mr. & Mrs. Smith                           | Jane Smith                    | |  |
| 2006 | The Good Shepherd                          | Margaret Russell              | |  |
| 2007 | A Mighty Heart                             | Mariane Pearl                 | Nomineret – Golden Globe Award for Best Actress in a Motion Picture – Drama Nominated – Screen Actors Guild Award for Best Actress                                                                                           |  |
| 2007 | Beowulf                                    | Grendel's mother              | |  |
| 2008 | Kung Fu Panda                              | Master Tigress                | Lægger stemme til |  |
| 2008 | Wanted                                     | Fox                           | |  |
| 2008 | Changeling                                 | Christine Collins             | Nomineret – Golden Globe Award for Best Actress in a Motion Picture – Drama |  |
| 2010 | Salt                                       | Evelyn Salt                   | |  |
| 2010 | The Tourist                                | Elise Ward                    | |  |
| 2011 | Kung Fu Panda 2                            | Master Tigress                | Lægger stemme til |  |
| 2014 | Maleficent                                 | Maleficent                    | |  |
| 2019 | Maleficent: Mistress of Evil               | Maleficent                    | |  |
| 2021 | Eternals                                   |                               | |  |